# Chełmoniec
Chełmoniec (niem. Gruneberg) – wieś w Polsce położona w województwie kujawsko-pomorskim, w powiecie golubsko-dobrzyńskim, w gminie Kowalewo Pomorskie.
W czasie kampanii wrześniowej stacjonowała tu 43 Eskadra Towarzysząca.
W latach 1975–1998 miejscowość administracyjnie należała do województwa toruńskiego.
W miejscowości był przystanek kolejowy Chełmoniec.

## Demografia
Według Narodowego Spisu Powszechnego (III 2011 r.) wieś liczyła 230 mieszkańców. Jest siedemnastą co do wielkości miejscowością gminy Kowalewo Pomorskie.

## Obiekty zabytkowe
Dwór ziemiański należący w dwudziestoleciu międzywojennym do Wincentego Zambrzyckiego h. Kościesza.
Zachowany budynek dworca kolejowego z roku 1900. Budynek pełnił swą funkcję (był czynny) do roku 1999.